# Жан-Поль Бертран-Деман
Жан-Поль Бертран-Деман (фр. Jean-Paul Bertrand-Demanes, нар. 13 травня 1952, Касабланка) — колишній французький футболіст, воротар.
Відомий виступами за «Нант», в якому провів всю свою ігрову кар'єру, а також національну збірну Франції.

## Клубна кар'єра
У дорослому футболі дебютував 1969 року виступами за «Нант», кольори якого і захищав протягом усієї своєї кар'єри гравця, що тривала цілих дев'ятнадцять років. Більшість часу, проведеного у складі «Нанта», був основним голкіпером команди. За цей час чотири рази виборював титул чемпіона Франції та став дворазовим володарем Кубка Франції.

## Виступи за збірну
21 листопада 1973 року дебютував в офіційних матчах у складі національної збірної Франції. Протягом кар'єри у національній команді, яка тривала 6 років, провів у формі головної команди країни лише 11 матчів, пропустивши 12 голів.
У складі збірної був учасником чемпіонату світу 1978 року в Аргентині, на якому зіграв у двох з трьох матчів збірної. Після завершення мундіалю Жан-Поль більше жодного разу не викликався до лав національної збірної.
| Дата       | Місто          | Господарі      | Результат | Гості          | Турнір            | Голи | Примітки |
| ---------- | -------------- | -------------- | --------- | -------------- | ----------------- | ---- | -------- |
| 21/11/1973 | Париж          | Франція        | 3 – 0     | Данія          | товариський матч  | -    |          |
| 23/03/1974 | Париж          | Франція        | 2 – 0     | Румунія        | товариський матч  | -    |          |
| 27/04/1974 | Прага          | Чехословаччина | 3 – 3     | Франція        | товариський матч  | -3   |          |
| 07/09/1974 | Вроцлав        | Польща         | 0 – 2     | Франція        | товариський матч  | -    |          |
| 16/11/1974 | Париж          | Франція        | 2 – 2     | Німеччина      | Відбір до ЧЄ 1976 | -2   |          |
| 27/03/1976 | Париж          | Франція        | 2 – 2     | Чехословаччина | товариський матч  | -2   |          |
| 01/04/1978 | Париж          | Франція        | 1 – 0     | Бразилія       | товариський матч  | -    |          |
| 11/05/1978 | Париж          | Франція        | 2 – 1     | Іран           | товариський матч  | -1   |          |
| 19/05/1978 | Париж          | Франція        | 2 – 0     | Туніс          | товариський матч  | -    |          |
| 02/06/1978 | Мар-дель-Плата | Італія         | 2 – 1     | Франція        | ЧС - 1978         | -2   |          |
| 06/06/1978 | Буенос-Айрес   | Аргентина      | 2 – 1     | Франція        | ЧС - 1978         | -1   | 55'      |
| Усього     |                | Матчів         | 11        |                | Голів             | -11  |          |

## Титули і досягнення
- Чемпіон Франції (4):

«Нант»: 1972-73, 1976-77, 1979-80, 1982-83
- Володар Кубка Франції (1):

«Нант»: 1978-79